# Адреналин: Страх погони
«Адреналин: Страх погони» (англ. Adrenalin: Fear the Rush) — американский фантастический боевик 1996 года режиссёра Альберта Пьюна с Наташей Хенстридж и Кристофером Ламбертом в главных ролях. Фильм повествует о схватке отряда полицейских с мутантом-убийцей посреди городских развалин и тёмных подземелий. Его съёмки проходили в одном из городов Хорватии.
В российском видеопрокате фильм также известен под коротким названием «Адреналин» (до 2003 года — «Видеосервис», с 6 февраля 2003 года — «West Video»). В соответствии с Системой возрастной классификации кинопоказа в России лента имеет категорию: «Фильм разрешён для показа зрителям, достигшим 16 лет».

## Сюжет
Действия фильма разворачиваются в 2007 году. После распада Советского Союза в России начинаются беспорядки. На фоне этого на Европу обрушивается неизвестный смертельный вирус. Пытаясь спастись, выжившие люди бегут в Соединённые Штаты, где их помещают в специальные карантинные лагеря, разросшиеся до больших городов. Единственный шанс выбраться из лагеря это получить паспорт, отработав на правительство. Приобретение фальшивого паспорта карается смертной казнью. В одном из таких лагерей — в Бостоне — находится офицер полиции Дэлон, которая решается приобрести фальшивый паспорт для своего маленького сына. В это время в городе появляется маньяк-убийца и Дэлон с напарником направляют на его поимку.
Прибыв на место, полицейские обнаруживают, что маньяком является мутант с невероятной силой и быстротой. В схватке с ним выживает только Дэлон. Тогда ей на помощь прибывает отряд полицейских во главе с заслуженным офицером Лемье. Все вместе они отправляются в погоню за мутантом, скрывшимся в ведущем к заброшенной тюрьме подземелье. Тем временем в город прибывает спецагент Стернс — мутант является носителем смертельного вируса, и если его не остановить в течение двух часов, произойдёт катастрофа.
Погоня полицейских за мутантом вскоре превращается в охоту мутанта на самих полицейских. Дэлон снова удаётся спастись от мутанта, она выбирается из тюремных подземелий наружу и натыкается на спецотряд Стернса. Дэлон проводит спецотряд до логова мутанта. Мутант с лёгкостью расправляется со спецотрядом, но Дэлон удаётся его убить. В благодарность за это Стернс разрешает Дэлон и её сыну перебраться из карантинного лагеря в свободную зону.

## Исполнители ролей
- Наташа Хенстридж — Дэлон
- Кристофер Ламберт — Лемье
- Эндрю Дивофф — Стернс
- Норберт Вайссер — Кьюдзо
- Элизабет Барондес — Воцек
- Николас Гест — капитан Ренардт